# Albert Kesselring
Albert Kesselring (Marktsteft, 1885. november 30. – Bad Neuheim, 1960. július 16.) német tábornagy volt a második világháborúban. A náci Németország egyik legtehetségesebb, legrespektáltabb tábornoka volt, „mosolygó Albert” vagy „mosolygó Kesselring” volt a beceneve.

## Gyerekkora
Albert Kesselring 1885. november 13-án született Marktsteftben, Karl Adolf Kesselring legkisebb fiaként. Apja szigorúan fogta gyermekeit, majdhogynem poroszos rendre szoktatta őket. Magányos, de nagyon szorgalmas gyerek volt. 1904-ben érettségizett, majd szülei elé állt azzal, hogy katona lesz.

## Pályafutása a császári hadseregben
1904-ben került önkéntes tisztjelöltként a 2. bajor tüzérezredhez. 1906-ban végzett a müncheni Katonai Akadémián, és hadnagyként került vissza ezredéhez, mely ekkor Metzben állomásozott.
Metzben lehetősége nyílt arra, hogy az 1870–71-es porosz–francia háború közelebbi csatatereit személyesen bejárja. Metz lenyűgözte a fiatal tisztet, aki tovább folytatta tanulmányait: 1909-ben végzett a Tüzérségi és Műszaki Főiskolán.
Szervezőkészségét és rátermettségét parancsnoka korán megfigyelte, és büszke volt az energikus tisztre, aki azonban még mindig nagyon tartózkodó volt.
1914-ben kinevezték ezredszárnysegédnek, ebben a pozícióban érte az első világháború kitörése.
A háború első telét Flandriában töltötte, ahol megkapta a főhadnagyi rangot, és áthelyezték szárnysegédként az 1. bajor tüzérezredbe. 1915 márciusában előléptették századossá. Nyáron áthelyezték a Vogézekbe, ahol harcolt a vimy-i gerincen folyó véres harcokban.
Az állóháborúban felértékelődött a tüzérség szerepe, erre Kesselring is rájött, azonban sejtette, hogy a háborút egymaga a tüzérség nem nyerheti meg.
1917 áprilisában az antant csapatok támadást indítottak a vimy-i gerincről Arras irányába: az offenzíva sikeresnek bizonyult. Kesselring itt, mint a 3. bajor tüzérezred szárnysegédje hatalmas erőfeszítéssel szilárdította meg újra a német védelmet, és javította a katonák harci szellemét. Még 1917 novemberében a keleti frontra vezényelték, ahol a 2. bajor Landwehr hadosztály vezérkari tisztje volt – itt találkozott először a diplomáciai feladatokkal, valamint itt ismerkedett meg a kommunizmus eszméjével, ami később ellenérzést keltett benne.
1918-ban kezdődött tényleges vezérkari szolgálata, újra Flandriában. Részt vett a második marne-i csatában, a nyár folyamán látta, hogy a német katonák már nem motiválhatóak, belefásultak a háborúba, és előfordultak a parancsmegtagadások is.
A háború során megkapta az II. és I. osztályú Vaskeresztet.

## Pályája a Reichswehrben
A bajorországi forradalmat tanulságos eseménynek tartotta a későbbiekben: a kommunista felkelést végül is a félkatonai szervezet, a Freikorps verte le, melynek Kesselring is tagja volt.
1922-ben Berlinbe hívták, hogy részt vegyen a Reichswehr szervezésében. Később a titkos vezérkarba, a Truppenamtba is felvették. Itt került kapcsolatba először a légierővel.
Munkatársai között ott volt az ejtőernyős hadviselés atyja, Kurt Student is. Kesselringet 1925-ben léptették elő őrnaggyá. 1928-ban javaslatot tett a repülésügyi főfelügyelőség létrehozására: javaslatát jóváhagyták, de a későbbi Luftwaffét csak öt év múlva hozták létre.

## Pályafutása a légierőben
Hitler 1933-as hatalomra jutása után pozíciókat adott régi harcostársának, a korábbi remek pilótának, Hermann Göringnek, többek között ő lett a birodalmi légibiztos. Ezen feladatát nem végezte el mindig szakszerűen, így a légügyi minisztérium élére egy rátermett embert nevezett ki, aki képes lesz helyette is dolgozni: Erhard Milchet. Az időközben ezredessé előléptetett Kesselring kapta a főadminisztrátori pozíciót. Vezérkari főnöke, közvetlen felettese pedig Walther Wever tábornok lett. Wever Giulio Douhet elveit követte, így önálló szolgálattá fejlesztette ki a Luftwaffét. Wever 1936-os halála után Kesselring kapta a vezérkari főnöki pozíciót, és egyre többször került szembe a szintén tehetséges, de másképpen gondolkozó Erhard Milchhel. A megfelelő anyagi támogatásokért azonban Guderian ellen kellett harcolnia, aki a Panzertruppe szervezéséért volt felelős: Göring befolyása eldöntötte a vitát a Luftwaffe javára.
Wever elképzeléseiben helyet kapott egy hadászati bombázó kifejlesztése, amelyet Kesselring a tábornok halála után nem váltott valóra (később, látva az angolszász bombázóerőket, egyik legnagyobb hibájának ismerte el ezt a lépést), ehelyett egy támogató légierő kifejlesztésébe kezdett.
Kesselring javasolta, hogy a spanyol polgárháborúba Németország küldjön repülőegységeket, ez lett a híres-hírhedt Condor légió. A polgárháborúban kipróbált Luftwaffe a támogató szerepkörben jelesre vizsgázott, bár hiányosságok még adódtak (megfelelő bombázó híján a Ju 52-esekből lapáttal szórta ki a bombákat a személyzet).

## A légiflotta parancsnoka
1939. szeptember 1. az 1. légiflotta élén érte a repülőtábornokot, akit Göring altábornaggyá léptetett elő, sőt, ebben az évben letette a pilótavizsgát is. A légiflotta feladata az volt, hogy a légi kapcsolatot fenntartsa Kelet-Poroszországgal, valamint biztosítsa a korridort megtámadó szárazföldi egységeket. Az első napon rossz időjárás fogadta őket, így rengeteg lengyel repülőgép maradt sértetlen, ám az elavult lengyel légierő később sem tudta a Luftwaffét érdemben veszélyeztetni. A hadjárat lejárta után Kesselring újra szervezői feladatkört kapott: ő szervezte meg az elfoglalt terület légvédelmét. A hadjárat után megkapta Vaskereszt lovagkeresztjét.
1940 januárjában helyezték át a 2. légiflotta élére, amely a május 10-én megindított támadás során támogatta a Belgiumot és Hollandiát lerohanó erőket. Rotterdamot az ő He 111-esei bombázták le a fegyverszünet aláírása után (kommunikációs probléma miatt az első hullámot már nem lehetett visszahívni). Az angol-francia evakuálást Dunkerque-nél nem sikerült megakadályozni: a szárazföldi csapatok Hitler parancsára álltak meg, a 2. légiflottát pedig az időjárás mellett az angol vadászrepülők hátráltatták. Tevékenységének eredményeképpen megkapta a marsallbotot.

## Az angliai csata
Kesselring a légiflottát a calais-i partról irányította. Eredetileg a Seelöwe hadművelethez nyújtottak volna előkészítést és később támogatást, ez a szerepkör a hadművelet elhalasztásával átértékelődött. Az angol és német légierő összecsapását az angolok nyerték meg, hatalmas veszteségek árán. Szeptember 15. után a németek már csak éjszakai bombázásokat hajtottak végre.

## A keleti fronton
Az 1941. június 22-én kezdődött Barbarossa hadműveletben Fedor von Bock egységeit támogatta a 2. légiflotta, amely már az első napon elsöprő légi fölényt tudhatott magáénak. Kesselring felderítő repüléseket végzett, látogatásaival pedig bátorította a katonákat. 1941 őszén azonban a villámháború megállt. Kesselringet aggasztotta, hogy Göring állandóan a levegőből támadtatta Moszkvát, amelyet a szovjetek igen hevesen védtek. A december 7-i ellentámadást már nem láthatta: addigra Olaszországba helyezték át, az áthelyezési parancs mellé megkapta a Tölgyfalomb ékítményt Lovagkeresztje mellé.

## A déli főparancsnok
Az olaszok a kinevezését idegenkedve fogadták, mivel az ő ellenőrzése alá került az afrikai német-olasz haderő, melyet korábban az olaszok felügyeltek. Diplomáciai érzékével a „mosolygós tábornok” azonban megbékítette a háborgó olaszokat, akiket Rommel egyszerűen semmibe vett. Első találkozása sem sikerült fényesre a „Sivatagi rókával”: Rommelt egy kényszerű visszavonulás közben látogatta meg, amit Rommel rosszul viselt, így feszült hangulatban folyt a társalgásuk.
Kesselring Málta elfoglalását látta fontosnak, ezt Hitlernek is javasolta: a javaslatból haditerv lett, ami a Herkules fedőnevet kapta.
Azonban Tobruk elfoglalása elsőbbséget élvezett: így a hadművelet végrehajtását 1942. július 18-ára halasztották. Addigra a Luftwaffe és a Regia Aeronautica gépei tönkrebombázták Máltát, de a hadműveletet Rommel gyors előrenyomulásának köszönhetően lefújták.
Az el-alameini csatavesztés után a visszavonuló német katonákat az időközben megszállt Tunéziába vonta össze, ahol kiváló védekezést folytatott a partraszállás óta előrenyomuló és az Egyiptom felől közeledő szövetséges csapatok ellen. Az olaszok Líbia feladásán felháborodtak, Kesselring Tunézia átadásával szerelte le őket. A németek állásaik biztosítása érdekében néha támadásba mentek át: Rommel Afrikában a Kasserine-hágónál győzött utoljára, de Medenine-nél már csapatait visszaverték. A helyzet tarthatatlanná vált: 
1943 májusára kiürítették Tunéziát: ezzel bezárult az afrikai front.

## Az itáliai védekezés
1943. július 10-én a szövetségesek partra szálltak Szicíliában, ez volt a Husky hadművelet. Kesselring számított az olasz egységekre, azonban azok tömegesen adták fel a harcot, így Kesselring Szicília evakuálása mellett döntött, amit egy hét alatt végre is hajtott. Ezért a tettéért a Tölgyfalombos Lovagkeresztjéhez megkapta a Kardokat.
Olaszországi működését hátráltatta, hogy az olaszok a háborúból való kiugrást tervezték, melyet 1943. július 25-én meg is valósítottak. Kesselring ügyesen áthidalta a helyzetet, és törekedett a további jó viszonyra az olaszokkal: végül is sikerült velük fegyverszünetet kötni, valamint megállapodtak abban, hogy Rómát szabad várossá kell nyilvánítani.
Ottani ténykedését nehezítette, hogy szeptember 9-én kezdetét vette az Avalanche-hadművelet. Salernónál a partra szálló 5. amerikai hadsereget sikerült a parthoz szegezni, a brit egységek pedig lassan közeledtek Messina felől.
A szövetségesek az utánpótlásukat egyre nagyobb ütemben szállították Itáliába, így Kesselring a visszavonulás mellett döntött, egy védelmi vonalat hozott létre, amely a Bernhardt-vonal volt, amelyet majdnem fél évnyi szívós harc után fel kellett adnia, ezután a németek visszavonultak az egész Itáliát átszelő Gusztáv-vonalra. A 10. német hadsereg itt rendkívül keményen védekezett, az elkeseredett ellenállást csak a frontvonal mögött 1944. január 22-én végrehajtott anziói partraszállással tudták megtörni. Hogy a szövetségeseket feltartóztassa, Kesselringnek ki kellett ürítenie Rómát, amely így a gyakorlatban is szabad várossá vált.
A Gusztáv-vonalat ezután fokozatosan kiürítették. A rendkívül heves harcok eredményeképpen a szövetséges légierő megsemmisítette a több, mint 1000 éves Monte Cassinó-i bencés apátságot, ahová – a tévhittel ellentétben – egyetlen német katona sem tehette be a lábát! A védelem Anziótól északra, a Cézár-vonalon szilárdult meg ismét. Kesselring azonban tartott attól, hogy a szövetségesek újra a front mögött terveznek egy partraszállást, így jelentős erőket kellett a hátországban hagynia. Az állásokat nem sikerült időben kiépíteni, ezért a védekezés itt meglehetősen kaotikusra sikerült: Kesselring parancsa ellenére a 10. hadsereget fedező egységek nem megfelelően harcoltak, így nehezen sikerült megoldani az evakuálást.
Az itáliai front a normandiai partraszállást követően már csak mellékhadszíntérként szolgált, és az eseményeket Kesselring megfelelően tudta kezelni. A növekvő partizántevékenységet keményen megtorolta. A csapatai ezután folyamatos visszavonulásban voltak, csak a Gót-vonalon tudták megszilárdítani pozíciójukat, amely azonban 1945 áprilisáig kitartott.
Azonban az olasz front irányítását át kellett adnia von Vietinghoff vezérezredesnek: 1944. október 22-én balesetet szenvedett. Lábadozása három hónapig tartott.
1945 januárjában visszatért az olasz frontra, ám balesete után még nem épült fel teljesen, így a frontot sem tudta megfelelően irányítani. A remageni híd elfoglalása után Hitler nyugati főparancsnoknak nevezte ki, ahol már tevőlegesen nem tudott intézkedni. 
Május 9-én adta meg magát az amerikaiaknak, Ausztriában.

## Későbbi élete
1947 februárjában kezdődött meg pere, Velencében. Halálra ítélték, amelyet a közfelháborodás miatt életfogytiglanra változtattak. 1952-ben szabadult egészségi állapotának rosszabbodása miatt: gégerákja volt. A börtönből egy megtört ember került ki, aki csak árnyéka volt a „mosolygós tábornoknak”. 1953 és 1955 között írta meg két visszaemlékezését a világháborúról: Soldat bis zum letzten Tag-ot és Gedanken zum Zweiten Weltkrieg-et. 1960. július 20-án hunyt el Bad Neuheimben.

## Magánélete
1911-ben érdekházasságot kötött Paula Keysslerrel, házasságuk csak Kesselring szabadulása után vált harmonikussá (az asszony 1957-ben hunyt el). Saját gyereke nem volt, másodunokatestvérének fiát, Rainer Kesselringet fogadta örökbe.

## Műve magyarul
- Albert Kesselring: Lengyelország felett; ford. Székely Tibor / Joachim Schepke: Láthatatlan hajósok; ford. Baráth Ferenc; Révai, Bp., 1942 (A Székely Egyetemi és Főiskolai Hallgatók Egyesülete könyvei)